# Směšovač

Symbol směšovače

Směšovač je v elektronice nelineární elektrický obvod, který ze dvou signálů přivedených na vstupu vytváří jiné frekvence. Obvykle se na vstup směšovače přivádějí dva signály, a směšovač produkuje signály, které jsou součtem a rozdílem původních frekvencí. Skutečné směšovače mohou vytvářet i jiné frekvenční složky.
Směšovače se často používají pro posuv signálu z jednoho frekvenčního rozsahu do jiného, což je proces známý jako heterodyning, používaný při přenosu nebo dalším zpracování signálu. Klíčovou komponentou superhetu je směšovač používaný pro změnu frekvence přijatého signálu na společný mezifrekvenční kmitočet. Směšovače se používají také pro modulaci nosného signálu v rádiových vysílačích.

## Typy
Základní charakteristikou směšovače je, že na svém výstupu produkuje složky, které jsou produktem dvou vstupních signálů. Obvod nebo prvek, který má nelineární (například exponenciální) charakteristiku, může fungovat jako směšovač. Pasivní směšovače používají obvykle jednu nebo více diod a využívají jejich nelineární závislost mezi napětím a proudem, který poskytuje prvek násobení. V pasivním směšovači má výstupní signál vždy nižší výkon než vstupní signály.
Aktivní směšovače používají zesilovací prvky (například tranzistory nebo vakuové elektronky) pro zvětšení výkonu výsledného signálu. Aktivní směšovače zlepšují izolaci mezi vstupy a výstupy, ale mohou mít vyšší šum a vyšší spotřebu. Aktivní směšovače také mohou být méně odolné proti přetížení.
Směšovače mohou být konstruovány z diskrétních součástek, mohou využívat integrované obvody, nebo mohou být realizován hybridními moduly.

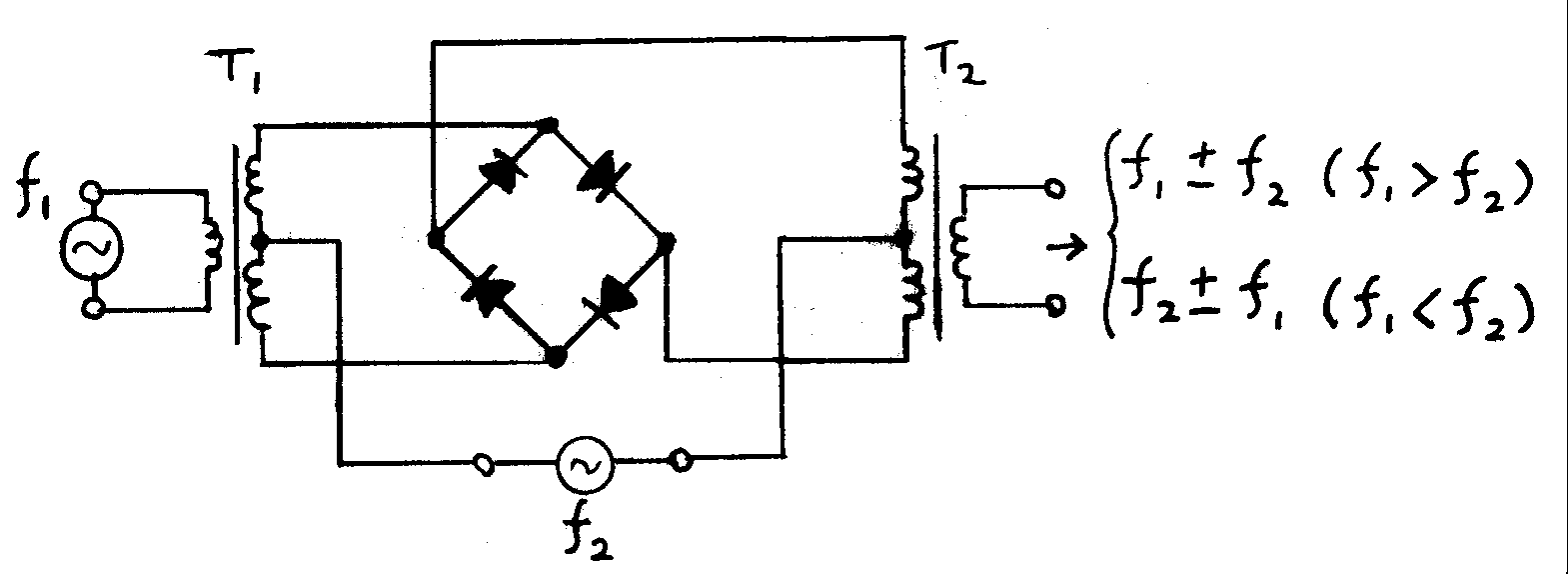
Schéma zapojení dvojitého vyváženého pasivního diodového směšovače (známého také jako kruhový modulátor). Na výstupu není žádný signál, pokud nejsou přítomné vstupní signály f1 a f2. Přitom f2 (ale ne f1) může být stejnosměrný.

Směšovače můžeme klasifikovat podle zapojení:
- Nevyvážený směšovač má na výstupu kromě výstupních signálů i oba vstupní signály.
- Jednoduchý vyvážený směšovač je zapojen tak, že na jednom vstupu je vyvážený (diferenciální) obvod, takže na výstupu je potlačen buď signál lokálního oscilátoru (LO) nebo vstupní (vysokofrekvenční) signál, ale ne oba.
- Dvojitý vyvážený směšovač má na obou svých vstupech diferenciální obvody, takže na výstupu se neobjevuje žádný ze vstupních signálů, ale pouze produkty směšování.[1] Dvojité vyvážené směšovače jsou složitější a vyžadují vyšší budicí úrovně než nevyvážené a jednoduše vyvážené směšovače.

Výběr typu směšovače je pro určité aplikace kompromisem.
Směšovač je charakterizován svými vlastnostmi, jako je konverzní zisk (nebo ztráta) a šumové číslo.
K nelineárním elektronickým součástkám, které se používají jako směšovače, patří diody, tranzistory pracující mimo lineární oblast charakteristiky, a pro nižší frekvence analogové násobiče. Mohou být použity také cívky s ferromagnetickým jádrem buzený do saturace. V nelineární optice se používají krystaly s nelineárními charakteristikami pro míchání dvou frekvencí laserového světla, které tvoří optické heterodyny.

### Dioda
Pro konstrukci jednoduchého nevyváženého směšovače lze použít diodu. Tento typ směšovače produkuje původní frekvence i jejich součet a rozdíl. Směšovač využívá nelinearitu diody (její neohmické chování), což znamená, že její odezva (proud) není úměrná jejímu vstupu (napětí). Diody nezachovávají frekvenci svého budicí napětí v protékajícím proudu, což umožňuje požadované změny frekvence.
Proud I tekoucí ideální diodou, lze vyjádřit jako funkci napětí V na diodě vzorcem
{\displaystyle I=I_{\mathrm {S} }\left(e^{qV_{\mathrm {D} } \over nkT}-1\right)}
důležité je, že V se objevuje v exponentu. Exponenciální funkci lze zapsat pomocí Taylorovy řady jako
{\displaystyle e^{x}=\sum _{n=0}^{\infty }{\frac {x^{n}}{n!}}}
kterou lze pro malá x (tj. malá napětí) aproximovat pomocí prvních několika členů:
{\displaystyle e^{x}-1\approx x+{\frac {x^{2}}{2}}}
Předpokládejme, že na diodu je přiveden součet dvou vstupních signálů {\displaystyle v_{1}+v_{2}} a že výstupní napětí je úměrné proudu diodou (např. jako úbytek poskytuje napětí na rezistoru zapojeném v sérii s diodou). Po zanedbání konstant v rovnici diody, lze výstupní napětí zapsat vztahem
{\displaystyle v_{\mathrm {o} }=(v_{1}+v_{2})+{\frac {1}{2}}(v_{1}+v_{2})^{2}+\dots }
První člen na pravé straně jsou původní dva signály, které očekáváme, další člen je druhou mocninou součtu, který lze přepsat jako {\displaystyle (v_{1}+v_{2})^{2}=v_{1}^{2}+2v_{1}v_{2}+v_{2}^{2}}, kde je vidět násobek signálů. Tečky reprezentují všechny členy s vyššími mocninami, o kterých předpokládáme, že je lze pro malé signály zanedbat.
Předpokládejme, že dva vstupní sinusové průběhy různých frekvencí jsou přivedeny na diodu tak, že {\displaystyle v_{1}=\sin v} a {\displaystyle v_{2}=\sin bt}. Signál {\displaystyle V_{0}} se stane:
{\displaystyle v_{\mathrm {o} }=(\sin v+\sin bt)+{\frac {1}{2}}(\sin v+\sin bt)^{2}+\dots }
rozepsání kvadratického členu dává:
{\displaystyle v_{\mathrm {o} }=(\sin v+\sin bt)+{\frac {1}{2}}(\sin ^{2}v+2\sin v\sin bt+\sin ^{2}bt)+\dots }
zanedbáním všech členů kromě {\displaystyle \sin v\sin bt} a použitím goniometrické identity (prosthaphaeresis) dostáváme
{\displaystyle \sin \sin b={\frac {\cos(a-b)-\cos(a+b)}{2}}}
odtud
{\displaystyle v_{\mathrm {o} }=\cos((a-b)t)-\cos((a+b)t)+\dots }
což ukazuje, jak jsou ve směšovači vytvářeny nové frekvence.

### Spínaný směšovač
Dalším typem směšovače je spínaný směšovač, u něhož se vstupní signál přenáší na výstup buď invertovaný nebo neinvertovaný podle fáze lokálního oscilátoru (LO). Výsledek se podobá normálnímu funkčnímu režimu normálního dvojitého vyváženého směšovače s napětím lokálního oscilátoru výrazně vyšším než je amplituda vstupního signálu.
Cílem spínaného směšovače je dosáhnout lineární funkci pro proměnné úrovně signálu pomocí rychlého spínání buzeného lokálním oscilátorem. Matematicky se spínaný směšovač příliš neodlišuje od násobícího směšovače. Místo sinusového (harmonického) průběhu místního oscilátoru se použije funkce signum. Ve frekvenční doméně vytváří funkce spínaného směšovače nejen obvyklý součet a rozdíl frekvencí, ale také další členy, například ±3fLO, ±5fLO, atd.
Výhodou spínaného směšovače je, že lze dosáhnout (se stejným úsilím) nižšího šumového čísla (NF) a většího konverzního zisku. Důvodem je, že spínací diody nebo tranzistory mají buď jako velmi malý odpor (když jsou zavřené) nebo velmi velký odpor (když jsou otevřené), a v obou případech způsobují pouze minimální šum. Z obvodového hlediska lze mnoho násobících směšovačů použitím větší amplitudy lokálního oscilátoru používat jako spínané směšovače. Často se proto pro spínané směšovače používá název směšovač bez přívlastku.
Obvod směšovače může být použit nejen pro posun frekvence vstupního signálu jako v přijímači, ale také jako produkt detektor, modulátor, fázový detektor nebo násobič frekvencí. Například komunikační přijímače často obsahují dva směšovací stupně; jeden pro konverzi vstupního signálu na mezifrekvenci a druhý sloužící jako detektor pro demodulaci signálu.